# Gawdos
Gawdos (gr. Γαύδος) – grecka wysepka leżąca 36 km na południe od Krety, w Basenie Lewantyjskim, w administracji zdecentralizowanej Kreta, w regionie Kreta, w jednostce regionalnej Chania, w gminie Gawdos. W 2011 roku liczyła 152 mieszkańców. Ma powierzchnię 29,6 km². Stanowi gminę obejmującą miejscowości Kastri (siedziba), Fokia, Watsiana, Karawe, Ambelos oraz niezamieszkaną wysepkę Gawdopula.
Niekiedy przyjmuje się, że Gawdos to opisana w Odysei wyspa Ogygia, na której Odyseusz był siedem lat więziony przez Kalipso, nimfę morską. W Dziejach Apostolskich wyspa jest wspominana pod nazwą Kauda (Dz 27,16, w niektórych przekładach: Klauda).
W okresie 1936-1941 i po drugiej wojnie światowej wyspa Gawdos była miejscem zesłania komunistów i opozycjonistów, rodzajem karnej kolonii dla osób represjonowanych.

## Literatura
- Iro Sgouraki, Gavdos. Travelogue in Time and Space, Crete 1997 (książka dwujęzyczna angielsko-nowogrecka)